# Педро-Мартінес (Гранада)
Педро-Мартінес (ісп. Pedro Martínez) — муніципалітет в Іспанії, у складі автономної спільноти Андалусія, у провінції Гранада. Населення — 1293 особи (2010).
Муніципалітет розташований на відстані близько 330 км на південь від Мадрида, 49 км на північний схід від Гранади.

## Демографія
Динаміка населення (INE ):

## Галерея зображень

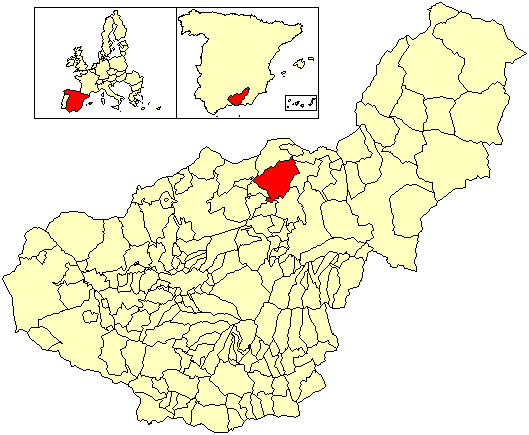
Розташування муніципалітету у провінції Гранада